# Pedro de Mascarenhas
Pedro de Mascarenhas (Mértola, ca. 1484 - Goa, India, 23 de junio de 1555) fue un navegante, explorador y administrador colonial portugués. Fue el primer europeo que descubrió en 1512 la isla de Diego García en el océano Índico y también encontró en ese viaje la isla Mauricio, aunque es probable que no fuese el primer explorador portugués en hacerlo, pues expediciones anteriores como las de Diogo Dias o Afonso de Albuquerque pudieron haberla encontrado.

## Biografía
Gracias al impulso dado a los viajes de exploración por la fundación en 1499 de la Casa da India (la Compañía de las Indias Portuguesas, destinada a controlar el comercio colonial con la India), Mascarenhas, hijo de una familia rica, reunió una flota de barcos con la que emprendió una serie de viajes de exploración y comercio de especias en la costa del norte de África y Mozambique. 
A finales de 1511, cuando estaba en las proximidades del cabo de Buena Esperanza, el levantamiento de la región de Goa (probablemente instigados por Adil Shah, que quería liberar la península India del gobierno de Albuquerque y los portugueses), llevó a que Mascarenhas tomara la iniciativa de separarse de la flota para encontrar una manera más rápida de llegar a la India. En ese momento, el largo camino a la India era el de la navegación costera siguiendo la costa oriental de África hasta la costa de Malabar. Mascarenhas emprendió rumbo al este en aguas no conocidas y descubrió algunas islas —Rodrigues— y bautizó otras —Reunión y Mauricio, a la que le dio el nombre de Cerne— del grupo de islas al este de Madagascar que ahora lleva su nombre (que además de las anteriores, incluye las Agalega y el banco de Cargados Carajos; en 1528 el también navegante portugués Diogo Rodrigues fue quien bautizó esas islas como islas Mascareñas en su honor.)
Mascarenhas sirvió como capitán general de la colonia portuguesa de Malaca de 1525 a 1526. De sus actividades posteriores emprendidas gracias al prestigio de su viaje y sus descubrimientos, se sabe que participó en una expedición a Túnez en 1535 y que también representó los intereses portugueses en Roma tras su nombramiento como embajador del rey João III de Portugal en el séquito enviado a Roma en 1538. En ese mismo año Mascarenhas sirvió en la flota del tercer virrey portugués de las Indias, don García de Noronha. 
En 1554, Mascarenhas fue nombrado Virrey de la India portuguesa, desempeñando su cargo desde Goa, la capital de las posesiones portuguesas en Asia. Se supone que murió nueve meses más tarde en Goa, en 1555, en la edad de 71 años. Fue sucedido en el virreinato por Francisco Barreto.
| Predecesor: Afonso de Noronha | Virrey de la India portuguesa 1554-55 | Sucesor: Francisco Barreto |